# Stamford Bridge (stadion)
Stamford Bridge is een voetbalstadion in Fulham, grenzend aan de wijk Chelsea in Zuidwest-Londen. Het is het stadion van de voetbalclub Chelsea FC en heeft een capaciteit van 40.834 toeschouwers.

## Bouw en geschiedenis

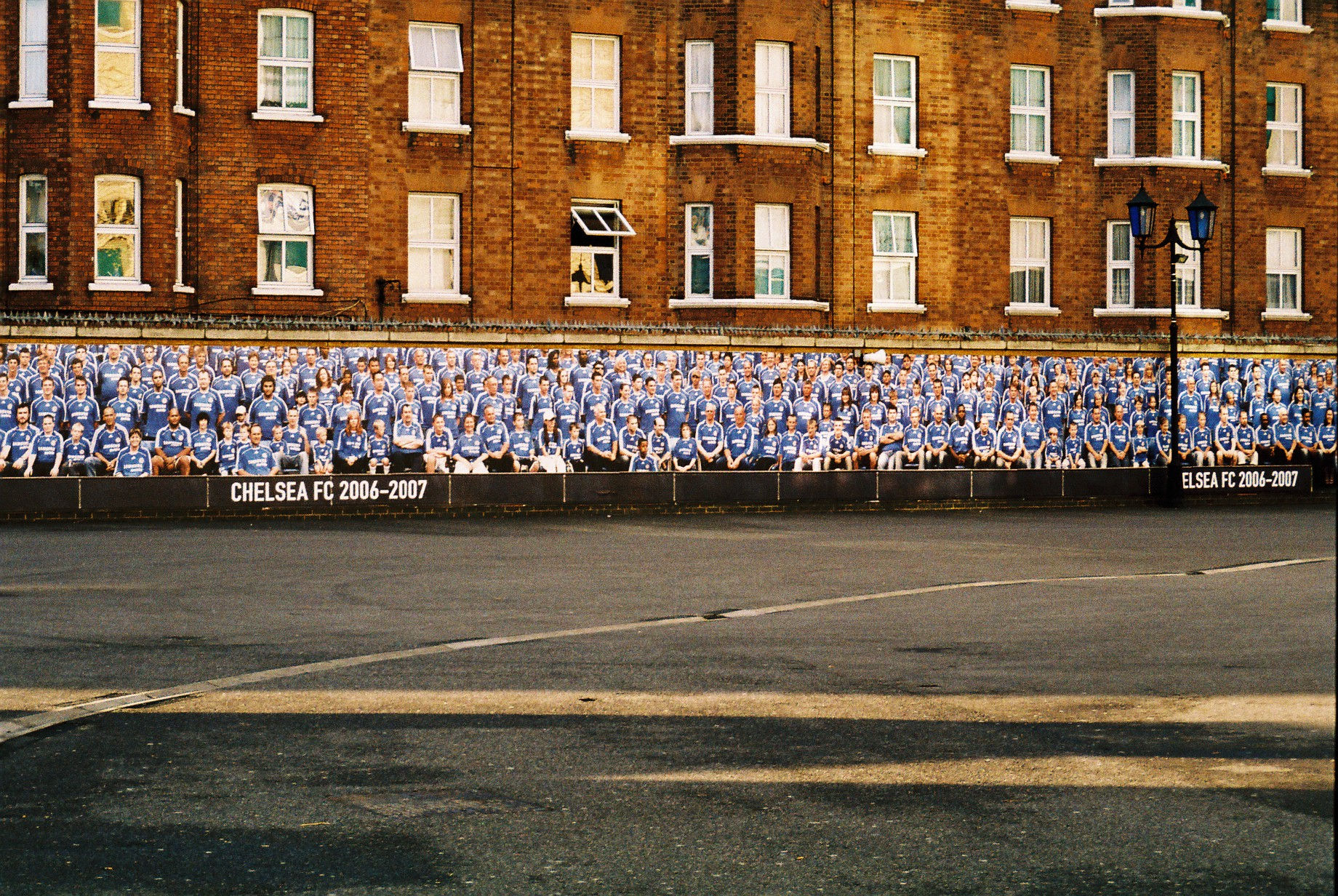
Wijk vanaf het stadion gezien

Het stadion werd geopend in 1877 en was voornamelijk bedoeld voor atletiekwedstrijden. In 1904 werd het stadion opgekocht door de gebroeders Mears, en veranderd in een volwaardig voetbalstadion, waarvoor de atletiekbaan moest wijken. Oorspronkelijk zou de capaciteit opgevoerd worden tot 100.000, waarmee het het tweede Engelse stadion zou zijn na het Crystal Palace. De Mears-familie zou tot in de jaren 1970 eigenaar blijven van de club en de grond, in totaal 50.000 m².
Het stadion werd aangeboden aan Fulham FC, die weigerde. Vervolgens werd Chelsea FC opgericht om het stadion te gebruiken. Het stadion ligt in de wijk Fulham, maar omdat Fulham FC reeds bestond, werd de naam 'Chelsea' gebruikt voor de club: de naam van de naastgelegen wijk. Deze naam werd verkozen boven Kensington, een andere naastgelegen wijk.
In de jaren 1920 - 1922 was de finale van de FA-cup in Stamford Bridge, totdat het Wembley deze finale zou gaan huisvesten. Het stadion was ook thuisstadion van voetbalclub London XI, die hier nog een finale speelde (de thuiswedstrijd) in het toernooi van de Europese Jaarbeursstedenbeker (nu Europa League).

## Tribunes
De tribunes van Stamford Bridge heten als volgt:
- Matthew Harding Stand (10.884 plaatsen), voorheen de Noordtribune. Genoemd naar Chelsea-directeur Matthew Harding, die de club heeft gereorganiseerd in de jaren 90, voordat hij verongelukte bij een helikopterongeluk in 1996.
- East Stand (10.925 plaatsen, drie lagen). Deze tribune met drie lagen is o.a. het familievak.
- Shed End (6.814 plaatsen), voorheen geheten Umbro Stand, of Zuidtribune. In de zuidoostelijke hoek van de Shed End zitten de bezoekende supporters.
- West Stand (13.432 plaatsen, drie lagen). De West Stand is gerenoveerd en voorzien van business-units.

## Interlands
| 11 december 1909 | Engeland – Nederland   | 9 – 1 | Vriendschappelijk     |        |
| 5 april 1913     | Engeland – Schotland   | 1 – 0 | Vriendschappelijk     |        |
| 20 november 1929 | Engeland – Wales       | 6 – 0 | Vriendschappelijk     |        |
| 7 december 1932  | Engeland – Oostenrijk  | 4 – 3 | Vriendschappelijk     |        |
| 11 mei 1946      | Engeland – Zwitserland | 4 – 1 | Victory International |        |
| 25 maart 2013    | Brazilië – Rusland     | 1 – 1 | Vriendschappelijk     | 35.000 |